# بارسوم
بارسوم (به لاتین: Barsum) یک روستا در جمهوری آذربایجان است که در شهرستان شمکیر واقع شده‌است.

## افراد برجسته
یپرم‌خان ارمنی زاده ی  ۱۸۶۸ میلادی ( از افراد تأثیر گذار در جنبش مشروطه ایران )